# Event Comics
Event Comics est une maison d'édition américaine de bande dessinée fondé par les scénaristes et dessinateurs Jimmy Palmiotti et Joe Quesada en 1994. Elle est connue pour avoir publié les comic books Ash et Painkiller Jane dont les personnages titres ont participé à des crossovers avec d'autres compagnies. En 1998, les créateurs de la société acceptent une proposition de Marvel Comics et forment le label Marvel Knights. En 1999, la compagnie cesse ses activités, les deux fondateurs se consacrent entièrement aux titres de Marvel Knights.

## Histoire

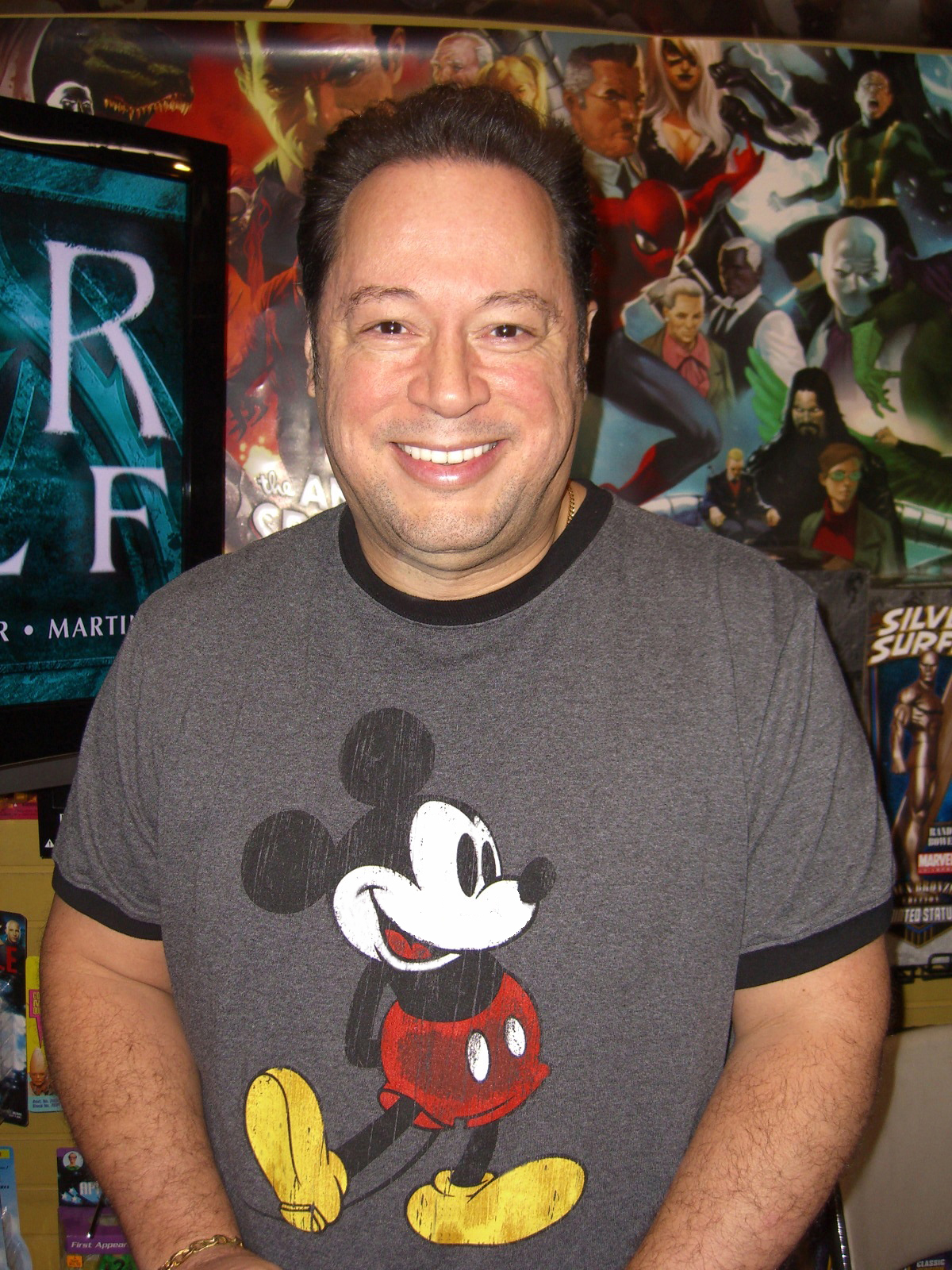
Joe Quesada est l'un des deux fondateurs de Event Comics. Photo prise par Luigi Novi durant une conférence de presse à Midtown Comics Times Square en 2010

### Création
À la fin des années 1980 et le début des années 1990, l'industrie de la bande dessinée américaine connut un essor économique, les ventes étaient très bonnes et les maisons d'éditions gagnaient beaucoup d'argent. À cette époque, plusieurs nouvelles sociétés d'édition ont vu le jour pour profiter du boom mais l'effet n'a pas duré. En 1994, l'industrie des comics était en pleine implosion, cela n'a pas découragé les scénaristes et dessinateurs Jimmy Palmiotti et Joe Quesada qui lancent leur maison d'édition Event Comcis. Dans une interview pour le quotidien The Times, Quesada explique que c'était un choix risqué.

« C'était une chose incroyablement risquée à faire, fonder une société sur les comics alors même que l'industrie des comics implosait mais nous avons dit, « Au diable cela, faisons le quand même. » Nous recevions aussi des offres d'autres sociétés, d'autres sociétés gérées par des créateurs, qui ont voulu commencer notre compagnie pour nous. Ils nous offraient ouvertement de l'argent mais nous aurions vendu un bout de nos âmes si nous avions accepté. »

— Joe Quesada

### Ash
La première série de comics de Event Comics est Ash publiée en 1994. Le personnage titre Ash est un super-héros, sa véritable identité est Ashley Quinn un pompier qui va se trouver doté de super-pouvoirs après avoir été en contact avec une technologie extra-terrestre,. La série est une réussite, les années suivantes, Ash aura plusieurs autres séries jusqu'en 1999. En 1997, Event Comics a utilisé son personnage dans un crossover avec le personnage Azrael de DC Comics.
Dreamworks s'est intéressé au personnage et plusieurs fois une adaptation en film d'animation a été envisagée,,.

### Painkiller Jane
En 1996, des personnages de Ash sont réutilisés dans une mini-série de quatre comics 22 Brides dont le titre et des personnages sont inspirés du groupe 22 Brides de Zero Hour Records,. C'est dans cette série que le personnage de Painkiller Jane apparaît pour la première fois. Painkiller Jane alias Jane Vasko est une policière sous couverture qui possède des pouvoirs de régénération. La série éponyme Painkiller Jane a eu un tel succès que le personnage a participé à plusieurs crossovers avec des personnages d'autres compagnies :
- The Darkness de Top Cow en 1997
- Darkchylde de Image Comics en 1997
- Hellboy de Dark Horse Comics  en 1998
- Vampirella de Harris Comics en 1998

Le personnage a eu deux adaptations télévisées pour Sci Fi Channel : un téléfilm Painkiller Jane de Sanford Bookstaver avec l'actrice Emmanuelle Vaugier dans le rôle-titre, et une série télévisée Painkiller Jane de Gil Grant où Jane est interprété par Kristanna Loken,. Les adaptations n'étaient pas complètement fidèle au personnage et Jimmy Palmiotti dans une interview a déclaré qu'aucune ne lui avait plu.

### Autres titres
Les autres publications de Event Comics ne sont pas des séries, ce sont des one shots. Il y a Thrax, Crimson Plague, Here Come the Big People et plusieurs comic books sur les personnages de Kid Death et Fluffy : Kid Death & Fluffy Spring Break Special, Kid Death & Fluffy Halloween Special et Legends of Kid Death & Fluffy.

### Marvel Knights
En 1998, Marvel Comics remarque leur succès et les contacte pour créer le label Marvel Knights. Ils travailleront sur les titres Black Panther, Daredevil, The Punisher et The Inhumans. Jimmy Palmiotti et Joe Quesada décident de se consacrer uniquement à Marvel Knights qui est plus profitable et moins risqué que les publications de leur maison d'édition Event Comics qui cesse donc ses activités en 1999.

## Comics publiés par Event Comics
- 22 Brides (1996)
- Ash (1994)
- Ash #½ (coédité avec Wizard magazine, 1997)
- Ash/22 Brides(1996)
- Ash Files (1997)
- Ash: Cinder & Smoke (1997)
- Ash: Fire And Crossfire (1999)
- Ash: The Fire Within (1996)

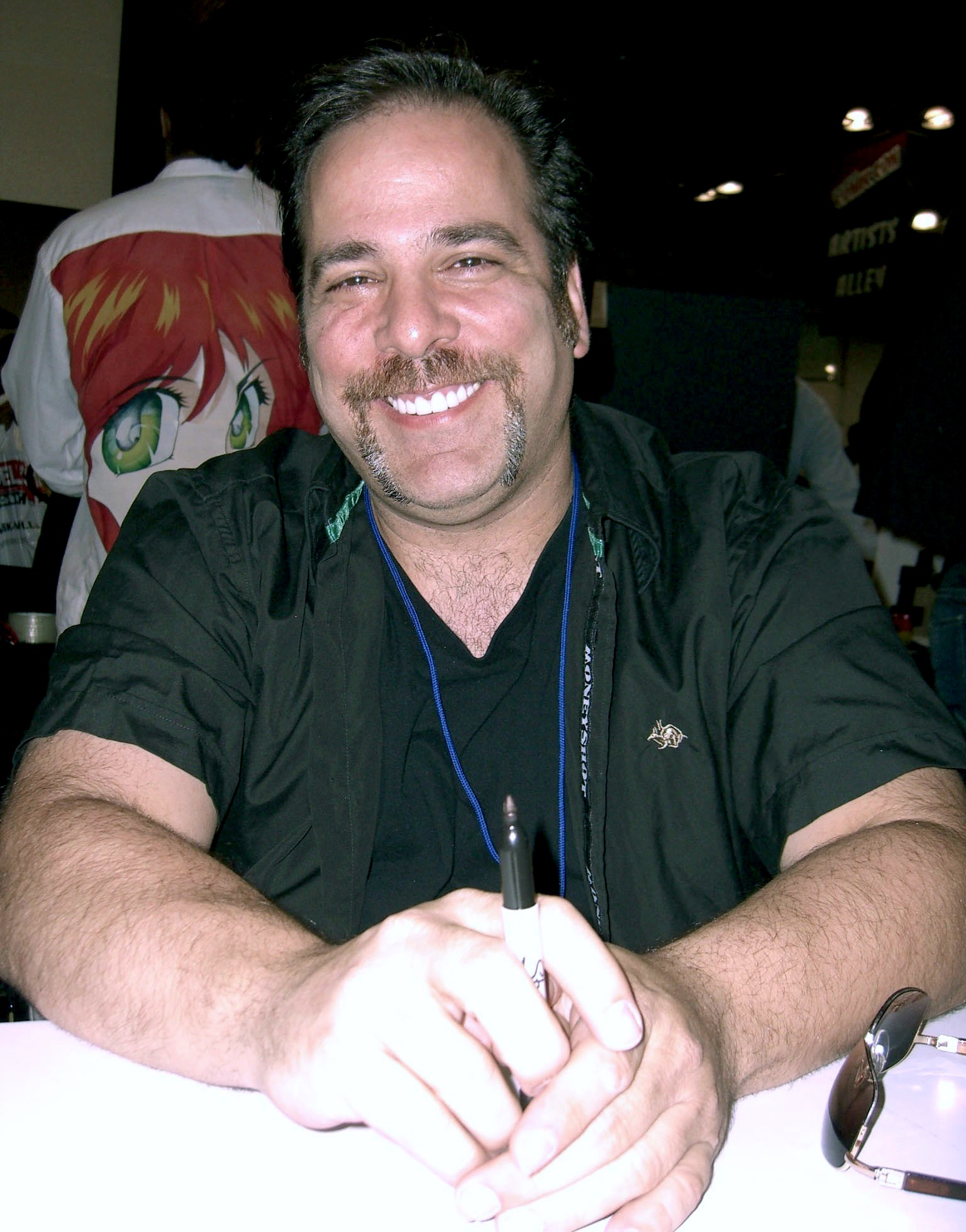
Jimmy Palmiotti est l'un des deux fondateurs de Event Comics. Photo prise par Luigi Novi à la New York Comic Convention en 2010

- Azrael/Ash (coédité  avec DC Comics, 1997)
- Crimson Plague (1997)
- Here Come the Big People (1997)
- Kid Death & Fluffy Halloween Special (1997)
- Kid Death & Fluffy Spring Break Special (1996)
- Legends of Kid Death & Fluffy (1997)
- Painkiller Jane (1997)
- Painkiller Jane vs. The Darkness (coédité  avec Top Cow, 1997)
- Painkiller Jane/Darkchylde (coédité  avec Image Comics, 1998)
- Painkiller Jane/Hellboy (coédité  avec Dark Horse Comics, 1998)
- Thrax (1996)
- Vampirella/Painkiller Jane (coédité  avec Harris Comics, 1998)